# Gabriel Manelli
Gabriel "Gabo" Manelli (2 de septiembre de 1969 - 12 de enero de 2008) fue un músico y compositor argentino, más conocido por ser el bajista de la banda de rock Babasónicos.

## Biografía

### Primeros años
Gabriel Manelli nació el 2 de septiembre de 1969 en el hospital de Barrio Uno, en Ezeiza, y vivió gran parte de su vida en Monte Grande, donde fue alumno de la escuela primaria número 37 "Bernardino Rivadavia".
El mayor de tres hermanos, realizó sus estudios secundarios en la ENET Nº 1 de Llavallol. Allí conoció a Gabriel Guerrisi y Ricky Rúa, con los que formó un trío llamado Salto al Vacío, que fue el germen de Los Brujos de Transilvania y posteriormente Los Brujos.

### Inicios
Antes de unirse a Babasónicos, Gabo Manelli fue miembro de Los Brujos. Luego de abandonar esta banda, por diferencia de intereses con sus compañeros, formó parte de Juana La Loca (con quienes grabó Autoejecución, que fue editado por el sello de Daniel Melero Catálogo Incierto), Los Macarra y por último fundó Babasónicos con Adrián Dárgelos, Diego "Uma" Rodríguez, Diego Tuñón, Diego Castellano y Mariano "Roger" Domínguez.

### Babasónicos
Miembro original de la banda, grabó en todos los discos que editó la banda hasta Anoche. 
Aparte de su labor como bajista, explotó su lado creativo también en la composición de algunos temas, participando en los siguientes discos: Pasto (1992), Trance Zomba (1994), Dopádromo (1996), Babasónica (1997), Miami (1999), Vedette (2000), Jessico (2001), Infame (2003) y Anoche (2005).
Mucho, último disco de la banda en el que tuvo alguna participación, lleva impreso los últimos vestigios de su talento, dado que participó en el proceso de grabaciones junto a Carca, quien lo reemplazaba en las giras latinoaméricanas y en algunos shows en capital, desde 2006. La mezcla se realizó en Londres durante enero de 2007.
Durante la gira de Infame, Gabo comenzó a tener una serie de dolencias que no se irían.
Los análisis médicos derivaron a una biopsia y en un diagnóstico: linfoma de Hodgkin. Así fue que el bajista grabó Anoche en medio de su tratamiento, y reservó sus presentaciones en vivo para los shows en Capital (en el resto, su lugar era ocupado por Carca).
La noticia trascendió entre amigos, allegados y periodistas especializados. Se dio el tradicional hermetismo babasónico, lo cual hizo que el músico afrontara el intento de cura de su enfermedad con la tranquilidad de no ser interpelado por los medios y el público, algo similar a lo que ocurrió con Federico Moura. 
El último show que Mannelli dio con el grupo fue en el Luna Park, el que quedó registrado en el DVD Luces

### Colaboraciones
Colaboró en tres álbumes de Los Brujos: Fin de semana salvaje, San Cipriano y Guerra de nervios; en el disco solista de Alejandro Alaci (exintegrante de Los Brujos, luego parte de Electrón); en Pose de Los Látigos; en álbumes de Victoria Mil; en Puntero, de Luchi Camorra; y en varios registros de Daniel Melero. También produjo al grupo Coco. Además, colaboró con parte del cuarto disco de Los Brujos (Pong!), que había sido comenzado a grabar en 1998 antes de la separación de la banda y en momentos en los cuales Gabo había retornado al grupo. Meses después Los Brujos se separarian y dicho disco no sería terminado hasta mucho tiempo después, en 2015, cuando luego de una larga espera fue publicado, contando con las líneas de bajo originales grabadas por Gabo en los temas "Beat Hit" (primer sencillo de difusión del disco), "Gagarin", el instrumental "Pong!" y en el tema que lleva el mismo nombre del músico en su honor, "Gabo" (canción que tiene un videoclip, del cual solo se difundió un adelanto en 2016 y nunca terminó de ver la luz).
Mannelli, además, participó en la grabación del sucesor de Anoche, que el resto de la banda mezclaría en Londres junto con Phil Brown. Esos eran los planes que tenía Babasónicos antes del fallecimiento de Gabo.
También formó parte un tiempo de El Otro Yo en el bajo, previo a que María Fernanda Aldana se hiciera cargo del instrumento.

### Muerte
Manelli falleció el 12 de enero de 2008, a los 38 años, acompañado por su familia, víctima de un cáncer linfático (enfermedad de Hodgkin) que le habían diagnosticado tiempo atrás.
Esto es lo que informó la página oficial de Babasónicos sobre la muerte del músico: 

"Con mucho dolor comunicamos que en la mañana del sábado 12 de enero falleció Gabriel Manelli, víctima de una invasiva enfermedad contra la cual luchaba hace tiempo. Quienes tuvimos la suerte de conocerlo vamos a extrañarlo mucho. Lo recordaremos, seguro, como alguien distinto, que entre muchas cosas se preocupó por hacer del mundo un lugar con más arte."